# Plattberg (Sauerland)
Der Plattberg (auch Platberg genannt) ist ein 546 Meter hoher Berg des Ebbegebirges. Sein Gipfel befindet sich rund drei Kilometer südöstlich der Stadt Plettenberg im Märkischen Kreis in Nordrhein-Westfalen. Etwa 1,5 Kilometer südlich liegt der Weiler Sonneborn.
Der nordwestliche Rücken reicht bis zum Zusammenfluss von Grüne und Oester, wo sich schon im 11. Jahrhundert der Hof Plettonbrath befand. Dieser wurde von der Familie von Plettenberg bewohnt. Ein Namenszusammenhang liegt daher nahe. Der Ort Plettenberg lag dagegen ca. einen Kilometer weiter flussabwärtes am Zusammenfluss von Grüne und Else und erhielt ihren heutigen Namen erst, nachdem ein Teil der Familie von Plettenberg dort die Stadtburg Plettenberg errichtet hatte.